# Spermacoce leptoloba
Spermacoce leptoloba är en måreväxtart som beskrevs av George Bentham. Spermacoce leptoloba ingår i släktet Spermacoce och familjen måreväxter. Inga underarter finns listade i Catalogue of Life.